# Příbor
Příbor là một thị trấn thuộc huyện Nový Jičín, vùng Moravskoslezský, Cộng hòa Séc.

## Liên kết bên ngoài
- facebook